# 카빈다 공산당위원회
카빈다 공산당위원회(포르투갈어: Comité Comunista de Cabinda)는 앙골라의 카빈다주의 독립을 목표로 활동하고 있는 무장 분리주의 단체이다. 이 단체는 카야 무함마드 야이와 제랄도 페드로의 주도로 창립했다. 이 단체는 1988년 카빈다 월경지 해방전선과 분리되었다.

## 같이 보기
- 앙골라 내전
- 카빈다 분쟁